# Endrey Mihály
Endrey Mihály (született Eipel Mihály, 1942-ben magyarosított) (Budapest, 1905. november 2. – Apostag vagy Vác, 1977. július 4.) római katolikus pap, váci püspök.

## Pályafutása
Középiskolai tanulmányait Szentendrén kezdte, majd Eipl Blandina váci irgalmas nővér hatására a váci kisszemináriumban folytatta. A Váci Piarista Gimnáziumban érettségizett. 1923-tól 1928-ig Innsbruckban a jezsuita teológiai akadémia hallgatója volt, ahol 1930-ban teológiai doktorátust is szerzett. 1928. augusztus 12-én szentelték pappá Vácott.
1928-tól a Szent József Intézet, 1930-tól a Váci Papnevelő Intézet prefektusa, dogmatikatanára és spirituálisa volt. 1936-tól püspöki szertartó, titkár és irodaigazgató, emellett Vácott és Sződligeten végzett lelkipásztori munkát. 1941-től az egyházmegye elemi iskoláinak főtanfelügyelője volt. 1942-től az Actio Catholica egyházmegyei, majd 1948-tól 1957-ig országos igazgatója. 1950-ben Soroksár adminisztrátora is.

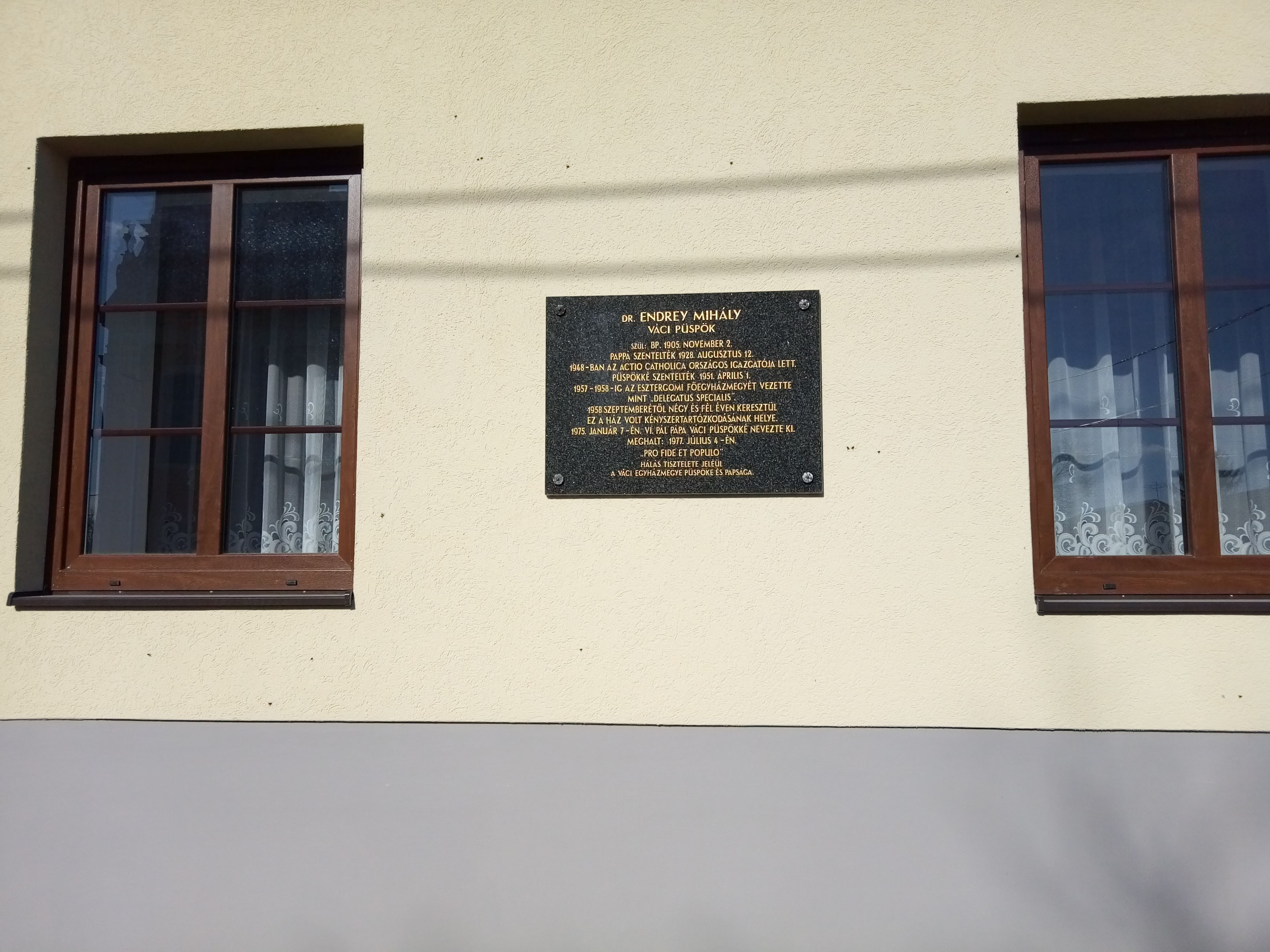
Endrey Mihály emléktáblája Vámosmikolán

### Püspöki pályafutása
1950. november 20-án XII. Piusz pápa baratai címzetes püspökké és egri segédpüspökké nevezte ki. 1951. április 1-jén szentelték püspökké. 1957. február 8-án Grősz József kalocsai érsek szentszéki jóváhagyással speciális delegátusnak nevezte ki az Esztergomi főegyházmegye élére, megyés püspöki jogkörrel (Mindszenty József 1956 után az amerikai követségen kapott menedékjogot). Az állami hatóságok mindent megtettek eltávolítása érdekében. 1958 szeptemberében felmentését kérte, és öt évre a vámosmikolai plébániára vonult vissza, ahol házi őrizetben tartották. 1964-től – miután ezt az Állami Egyházügyi Hivatal engedélyezte – Budapesten élt, és a Bakáts téri plébánián kisegítő lelkészként szolgált.
VI. Pál pápa 1972. február 8-án pécsi segédpüspökké nevezte ki. 1975. január 7-én nevezték ki a Váci egyházmegye megyés püspökévé, már súlyos betegen. 1976-ban megtagadta, hogy állami kívánságra eljárjon a fiatalokkal foglalkozó papokkal szemben.